# Jaren Jackson
Jaren Jackson (New Orleans, 27 ottobre 1967) è un ex cestista e allenatore di pallacanestro statunitense, professionista nella NBA e in Francia.
È il padre di Jaren Jackson jr., anch'egli cestista.

## Carriera
Dopo aver giocato a livello liceale per la Walter Cohen High School di New Orleans, Louisiana è passato alla Georgetown University dove ha speso quattro stagioni.
Finita la carriera NCAA non è stato scelto dalla NBA ed ha a lungo girovagato fra NBA e CBA e Francia.
Dopo aver conquistato due titoli proprio nella CBA, è riuscito ad affermarsi anche nella lega maggiore grazie alla fiducia ricevuta da Gregg Popovich e dai San Antonio Spurs, con i quali ha conquistato l'anello NBA nella stagione 1998-99, segnando il suo massimo in carriera di 8,8 punti a partita.

## Statistiche

### College
| Anno      | Squadra          | PG  | PT | MP   | TC%  | 3P%  | TL%  | RP  | AP  | PRP | SP  | PP   |
| --------- | ---------------- | --- | -- | ---- | ---- | ---- | ---- | --- | --- | --- | --- | ---- |
| 1985-1986 | Georgetown Hoyas | 32  | 0  | 8,8  | 43,3 | -    | 81,8 | 1,5 | 0,6 | 0,6 | 0,0 | 3,2  |
| 1986-1987 | Georgetown Hoyas | 34  | 0  | 11,4 | 45,9 | 41,7 | 71,2 | 2,0 | 0,8 | 0,5 | 0,1 | 5,7  |
| 1987-1988 | Georgetown Hoyas | 30  | 6  | 18,6 | 42,9 | 27,4 | 75,0 | 2,9 | 1,5 | 1,1 | 0,4 | 8,7  |
| 1988-1989 | Georgetown Hoyas | 34  | 34 | 27,1 | 45,1 | 41,4 | 65,6 | 5,2 | 1,8 | 1,7 | 0,3 | 12,3 |
| Carriera  | Carriera         | 130 | 40 | 16,5 | 44,4 | 36,5 | 70,9 | 2,9 | 1,2 | 1,0 | 0,2 | 7,5  |

### NBA

#### Regular Season
| Anno       | Squadra             | PG  | PT | MP   | TC%  | 3P%  | TL%  | RP  | AP  | PRP | SP  | PP  |
| ---------- | ------------------- | --- | -- | ---- | ---- | ---- | ---- | --- | --- | --- | --- | --- |
| 1989-1990  | N.J. Nets           | 28  | 0  | 5,7  | 36,2 | 0,0  | 81,0 | 0,9 | 0,5 | 0,5 | 0,0 | 2,4 |
| 1991-1992  | G.S. Warriors       | 5   | 0  | 10,8 | 47,8 | -    | 66,7 | 2,0 | 0,6 | 0,4 | 0,0 | 5,2 |
| 1992-1993  | L.A. Clippers       | 34  | 0  | 10,3 | 41,4 | 40,0 | 85,2 | 1,1 | 1,0 | 0,6 | 0,1 | 3,9 |
| 1993-1994  | Portland T. Blazers | 29  | 0  | 6,4  | 39,1 | 0,0  | 85,7 | 0,6 | 0,9 | 0,1 | 0,1 | 2,8 |
| 1994-1995  | Philadelphia 76ers  | 21  | 1  | 12,2 | 36,8 | 26,7 | 66,7 | 2,0 | 0,9 | 0,4 | 0,2 | 3,3 |
| 1995-1996  | Houston Rockets     | 4   | 0  | 8,3  | 0,0  | 0,0  | 80,0 | 0,8 | 0,0 | 0,3 | 0,0 | 2,0 |
| 1996-1997  | Washington Bullets  | 75  | 0  | 15,1 | 40,7 | 33,5 | 76,8 | 1,8 | 0,9 | 0,6 | 0,2 | 5,0 |
| 1997-1998  | San Antonio Spurs   | 82  | 45 | 27,1 | 39,4 | 37,7 | 79,7 | 2,6 | 1,9 | 0,7 | 0,1 | 8,8 |
| 1998-1999† | San Antonio Spurs   | 47  | 13 | 18,3 | 38,0 | 36,1 | 82,1 | 2,1 | 1,0 | 0,9 | 0,2 | 6,4 |
| 1999-2000  | San Antonio Spurs   | 81  | 12 | 20,9 | 38,1 | 35,3 | 64,7 | 2,2 | 1,5 | 0,7 | 0,1 | 6,3 |
| 2000-2001  | San Antonio Spurs   | 16  | 0  | 7,1  | 40,0 | 38,9 | 0,0  | 0,8 | 0,4 | 0,3 | 0,0 | 2,4 |
| 2001-2002  | Orlando Magic       | 9   | 0  | 16,0 | 40,5 | 35,0 | 50,0 | 1,9 | 0,9 | 0,6 | 0,0 | 4,3 |
| Carriera   | Carriera            | 431 | 71 | 16,7 | 39,1 | 35,3 | 76,4 | 1,8 | 1,2 | 0,6 | 0,1 | 5,5 |

#### Playoffs
| Anno     | Squadra             | PG | PT | MP   | TC%  | 3P%  | TL%  | RP  | AP  | PRP | SP  | PP   |
| -------- | ------------------- | -- | -- | ---- | ---- | ---- | ---- | --- | --- | --- | --- | ---- |
| 1993     | L.A. Clippers       | 4  | 0  | 7,0  | 38,5 | 0,0  | -    | 1,3 | 0,5 | 0,5 | 0,0 | 2,5  |
| 1994     | Portland T. Blazers | 1  | 0  | 1,0  | -    | -    | -    | 0,0 | 0,0 | 0,0 | 0,0 | 0,0  |
| 1997     | Washington Bullets  | 3  | 0  | 3,7  | -    | -    | -    | 0,7 | 0,3 | 0,0 | 0,0 | 0,0  |
| 1998     | San Antonio Spurs   | 9  | 8  | 35,4 | 34,1 | 30,5 | 73,7 | 4,3 | 1,6 | 0,6 | 0,1 | 10,2 |
| 1999†    | San Antonio Spurs   | 17 | 0  | 20,3 | 38,2 | 36,0 | 69,2 | 2,4 | 1,1 | 0,8 | 0,0 | 8,2  |
| 2000     | San Antonio Spurs   | 2  | 0  | 9,5  | 0,0  | 0,0  | 50,0 | 0,5 | 1,0 | 0,5 | 0,0 | 1,0  |
| 2002     | Orlando Magic       | 3  | 0  | 1,7  | -    | -    | -    | 0,3 | 0,0 | 0,0 | 0,0 | 0,0  |
| Carriera | Carriera            | 39 | 8  | 18,7 | 36,2 | 33,3 | 65,8 | 2,3 | 0,9 | 0,5 | 0,0 | 6,3  |

## Palmarès

### Giocatore
- 2 volte campione CBA (1991, 1992)
- Campionato NBA: 1

San Antonio Spurs: 1999

### Allenatore
- CBA Coach of the Year (2006)